# Бешиха свиней

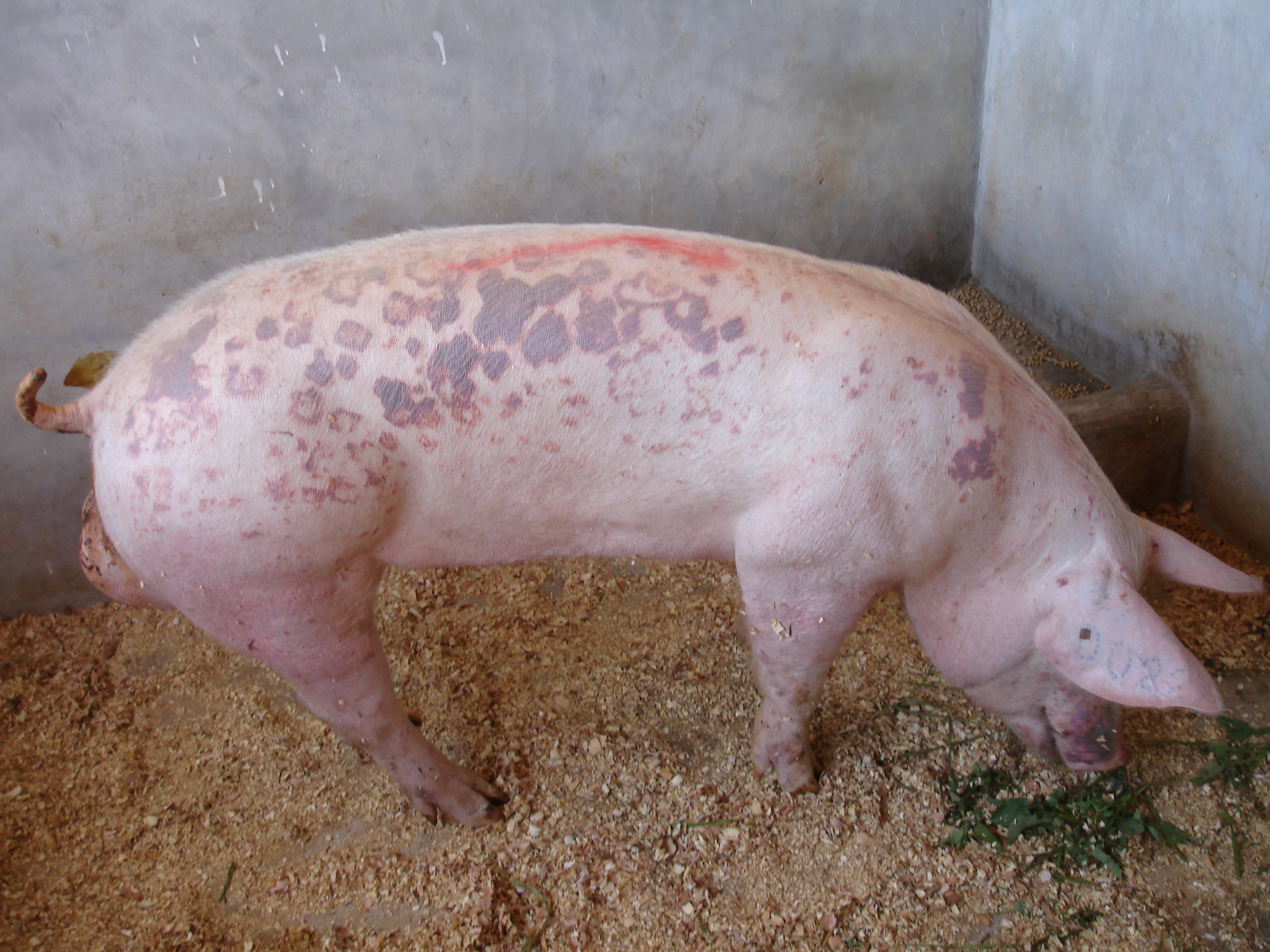
Свиня, хвора на бешиху.

Беши́ха свине́й (англ. erysipelas in pigs or swine erysipelas; також англ. diamond skin disease — брильянтова шкірна хвороба; фр. rouget du porc; італ. mal rossino) — епізоотична інфекційна хвороба свиней, яку спричинює дуже стійка у довкіллі бактерія Erysipelothrix rhusiopathiae. Є варіантом перебігу в свиней зоонозної хвороби — еризипелоїду.

## Епідеміологічні особливості
Хвороба передається через заражені корми, траву на пасовищах і воду.
Здебільшого хворіють тварини віком від 3 до 12 місяців. Поросята-сисунці та свині, старші від 1 року, хворіють рідко. Масові захворювання свиней на бешиху спостерігають, головним чином, в жарку пору року, але бувають випадки захворювання і взимку.
На еризипелоїд, окрім свиней, хворіють також індики, вівці, кури, качки, хатні миші, люди.

## Клінічні прояви
Інкубаційний період — 1—8 днів.
Розрізняють:
- гостру (септичну),
- шкірну (кропивниця),
- хронічну форми бешихи свиней.

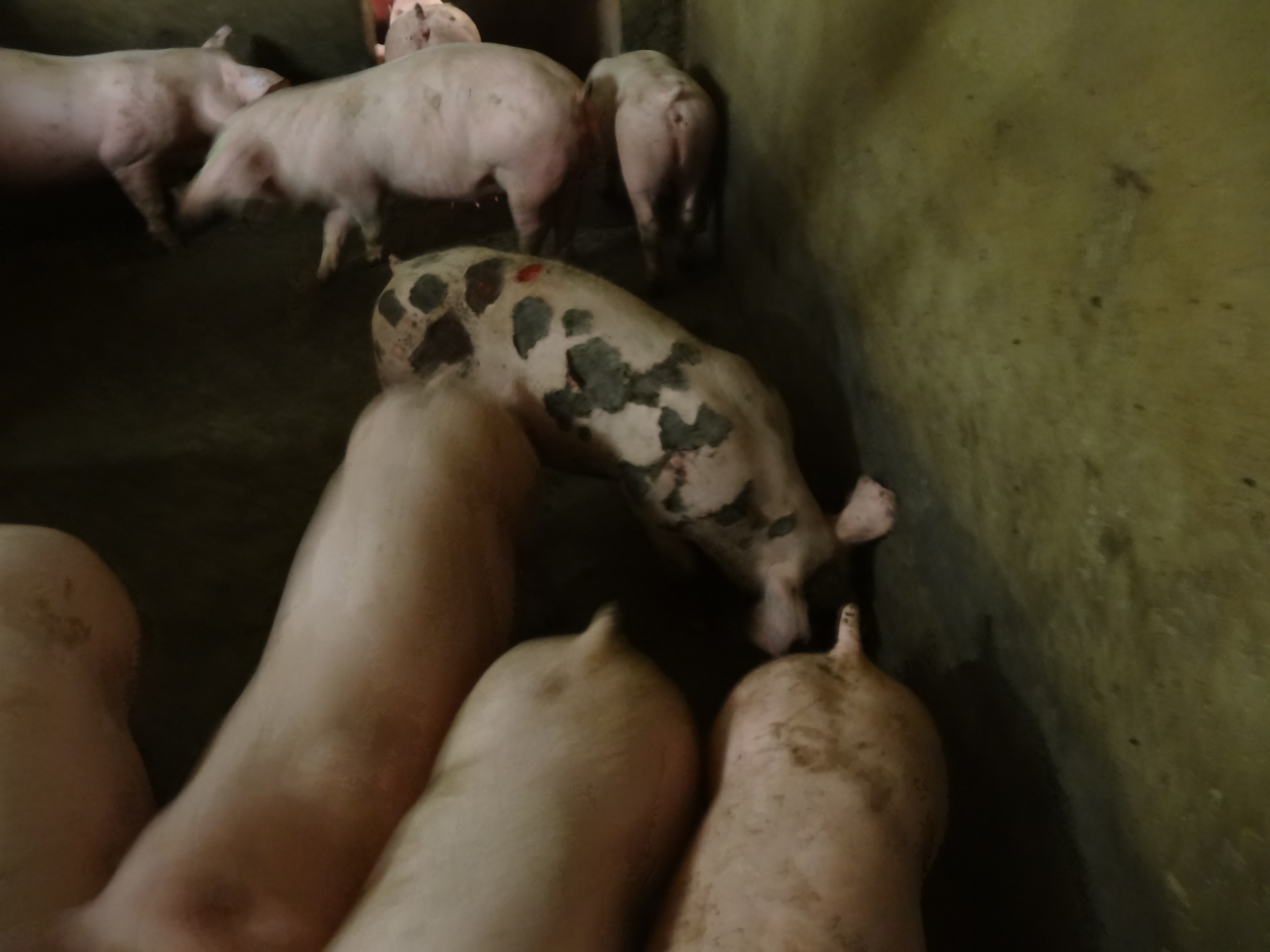
Зміни на шкірі у порося.

Найнебезпечнішою є гостра форма. Вона характеризується високою температурою (42—43°), пригніченим станом, спрагою, відмовлянням від корму; на шкірі з'являються спочатку червоні, а потім червоно-фіолетові плями. Без лікування тварини гинуть на 3—4-й день. При кропивниці підвищується температура і спостерігається тверде припухання шкіри на спині, крижах і боках. Якщо немає ускладнень, захворювання триває 8—12 днів. Хронічна форма — продовження гострої форми або кропивниці.

## Профілактика
Включає специфічні профілактичні та лікувальні заходи, накладання карантину, забій хронічно хворих тварин.